# 東恩納博物館

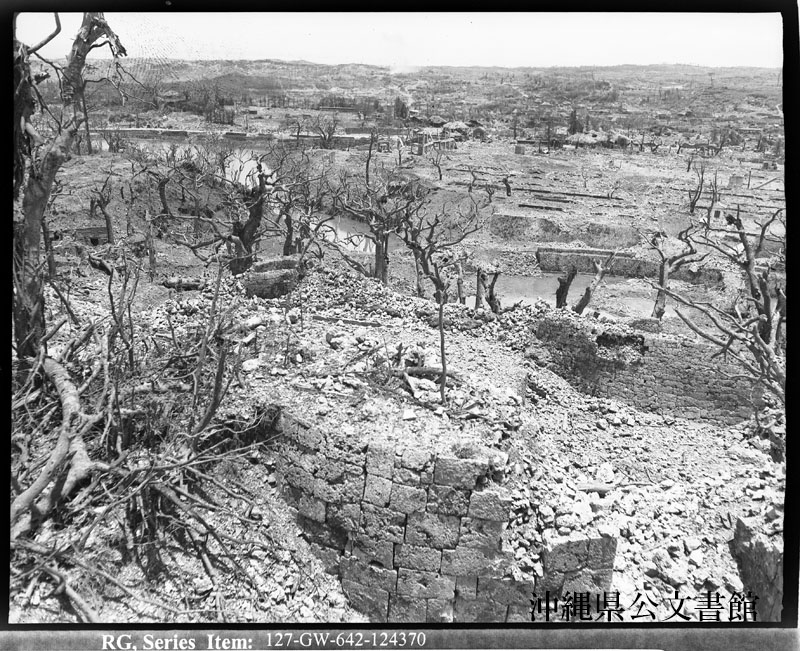
首里城（1945年5月米軍撮影）。

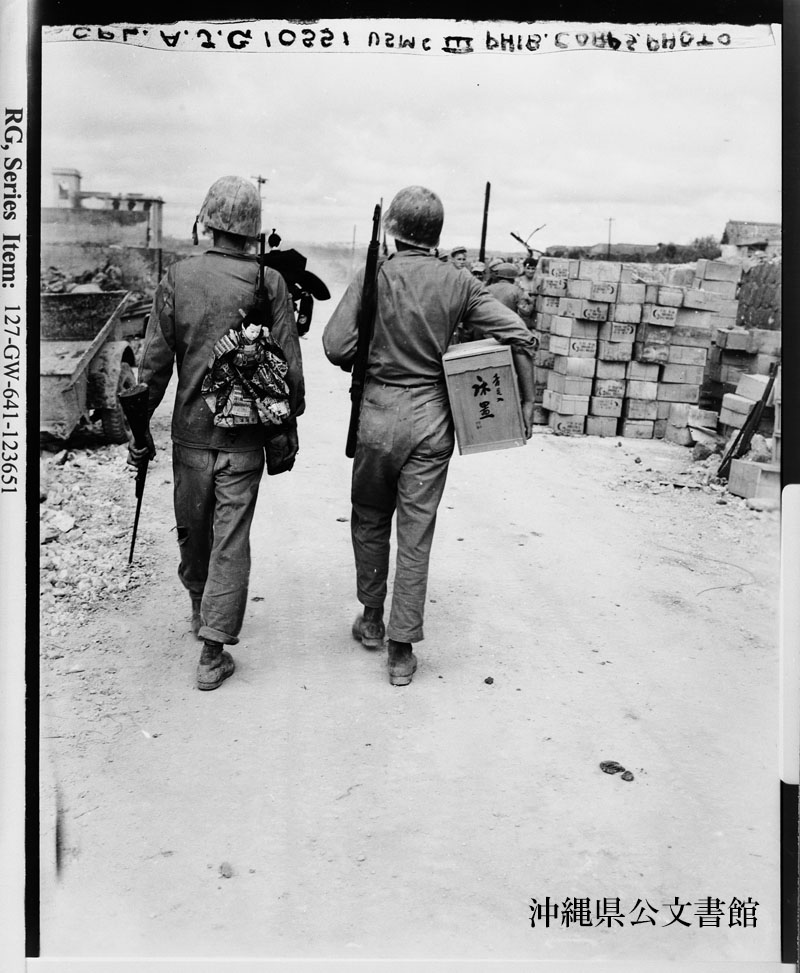
沖縄戦の戦利品。

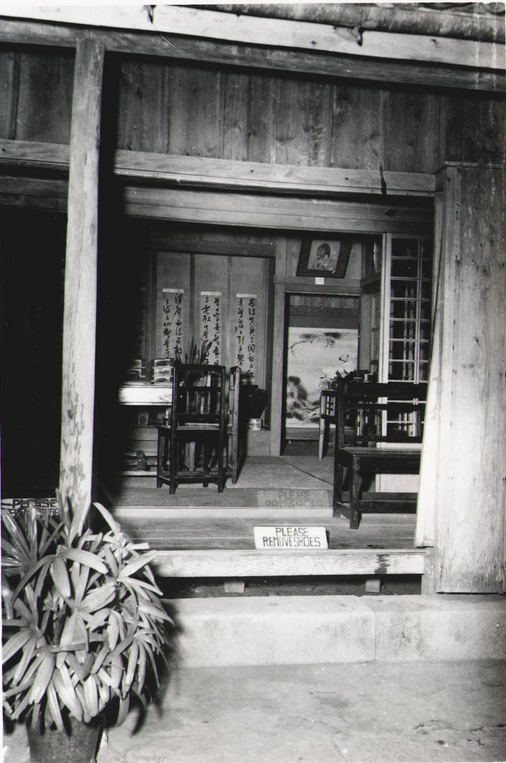
創立当初の東恩納博物館

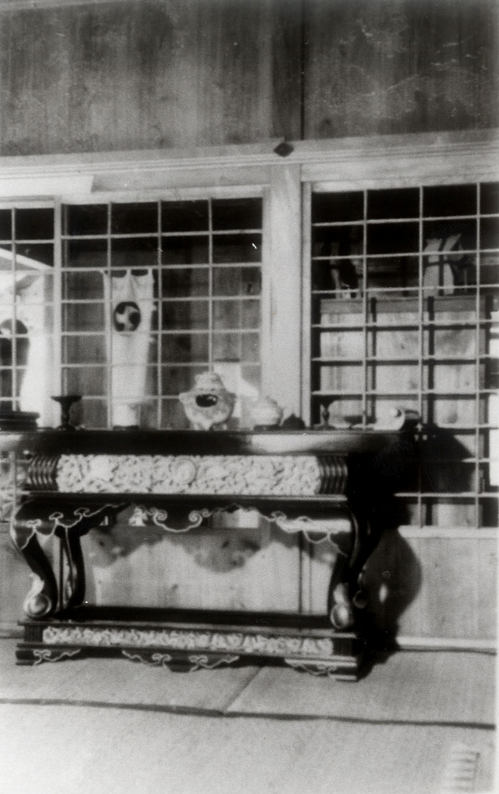
創立当初の東恩納博物館

東恩納博物館（ひがしおんなはくぶつかん）は、1945年に琉球列島米国軍政府が所在した沖縄県石川市（現うるま市）東恩納の一画に作られた展示場。後の1953年に首里市立郷土博物館と統合され、2007年の沖縄県立博物館美術館設立の礎となった。東恩納博物館の民家は、1953年に閉館後も民家の所有者によって保存されてきたが、建物の老朽化のため、2021年に惜しまれながら解体された。

## 沖縄陳列館
沖縄戦で失われた文化財
1936年、首里城北殿を改修し沖縄県教育会によって沖縄県教育会附設郷土博物館が設置され、資料収集や展示をおこなう沖縄の博物館が誕生した。首里城の地下に沖縄守備軍第32軍の司令本部をかまえた日本軍は、首里城の多くの歴史的文物・宝物を保護し移転することをしなかった。1944年10月10日の十・十空襲後、博物館は所蔵物の本土疎開を陳情するも許されず、やむなく首里城内の洞穴に避難させたが、終戦後に確認したところ、何も残されていなかった。沖縄の多くの文物と資料は、焼失・散逸、あるいは戦利品として海外に流出した。
1945年8月30日、沖縄陳列館 (Okinawa Exhibition Hall) は、当初、米軍人・軍属が沖縄文化の理解を深めることを目的として、米国海軍軍政府のジェームス・ワトキンス政治部長 (James T. Watkins) と海軍軍政府教育担当官のウィラード・ハンナ教育部長 (Willard A. Hannah) らによって設立された。米国軍政府のコンセットが立ちならぶ石川市東恩納の一画の瓦葺きの民家にもう一軒を増築して陳列館となし、一画を粟石で囲い、庭には庭園が作られた。また、ハンナ少尉は沖縄戦を生きのびた画家たちを「美術技官」として登用し、東恩納美術村の発展に貢献した。
沖縄陳列館の設置された場所は、民間人のいる石川収容所内ではなく、多くの将校・米兵が往来する米国民政府のコンセットが立ち並ぶ石川東恩納であったことからも、この展示の当初の目的は、米軍政府の将校や兵士、沖縄を訪れる米国の議員らに示し、沖縄の文化と歴史への理解を深め尊重することを当初の目的の一つとしていたことがうかがわれる。ウィラード・ハンナは、略奪や破壊行為が横行している現状を「恥ずべき行為」とみなし、自ら焼け残った家屋や学校や壕や墓などをまわり、文物を集めさせ保存し、陳列館を通して「重要な沖縄の文化財が占領軍に盗まれることを防止し（沖縄の文化財の重要性につい て）米軍兵士を教育」することに尽力した。
首里城の焼け跡から回収された「万国津梁の鐘」は、博物館の象徴として門の前に展示された。

## 東恩納博物館
1946年4月24日、米国民政府の玉城村親慶原への移転に伴い、陳列館は沖縄民政府に所有権が移り、陳列館は東恩納博物館と命名された。館長は大嶺薫。
1953年、首里汀良に作られた首里市立郷土博物館と統合され、首里当蔵に沖縄民政府立首里博物館が設立された。
2007年11月1日、米軍牧港住宅地区の跡地のおもろ町に沖縄県立博物館美術館が誕生する。

## 旧東恩納博物館のその後
米軍が接収した民家と私有地に建てられていたため、1953年の閉館後も民家の個人所有者が68年にわたって建物を保存してきた。
2005年3月1日、うるま市が文化財に指定。
2021年6月、建物の老朽化のため、解体された。文化財に指定されながらも、ほとんど修繕されることなく解体されることになった旧東恩納博物館の解体を惜しむ声は多い。

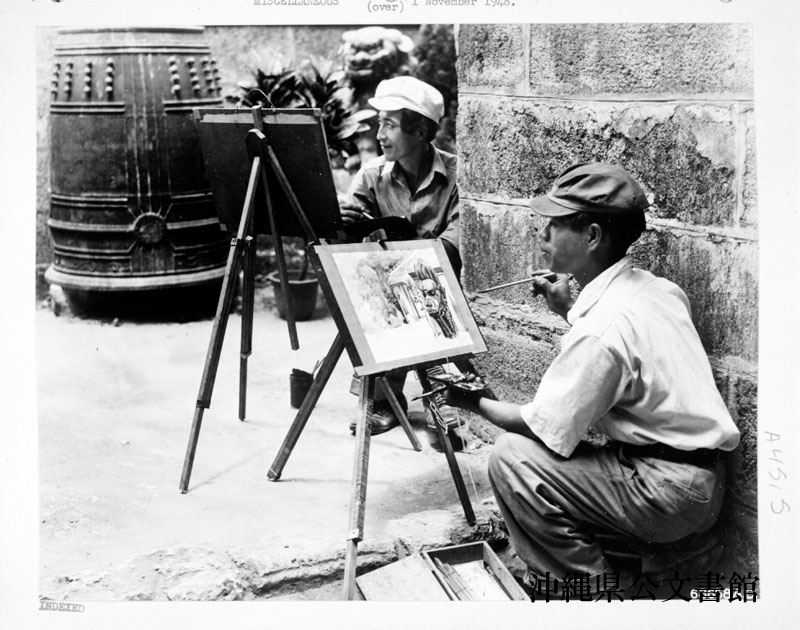
東恩納博物館を訪れる多くの米兵を迎える釣鐘と歩道水彩画家たち。（沖縄県公文書館所蔵）

## 美術村の形成

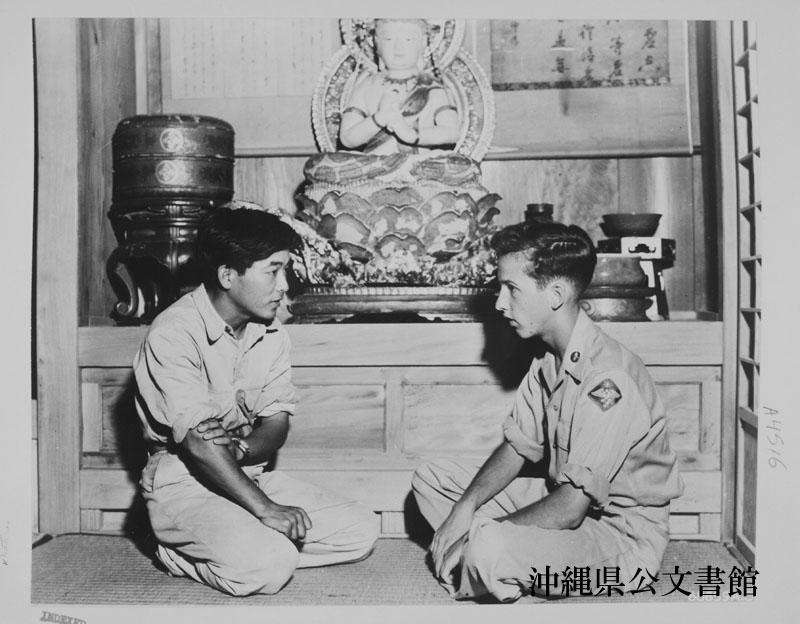
東恩納博物館内で仏像について沖縄人案内の説明に耳を傾ける第1空軍カメラマン。（沖縄県公文書館所蔵）

1945年ハンナ海軍少佐らはまた、沖縄戦で生き残った画家や芸能人を具志川市（うるま市）栄野比の米国軍政府周辺に集め、収容所への慰問の劇団を組織し、また画家には米軍人の土産物としての肖像画や絵葉書の製作等にあたらせた。こうして東恩納博物館とならび東恩納美術村が形成された。
1947年7月、東恩納に集められた画家達は、沖縄美術家協会を結成し、米国民政府の玉城への移転に際して、美術村の首里での移転を希望し、米軍を説得し西森美術村建設を実現させた。西森（ニシムイ）はかつて松林で有名な景勝地であったが、日本軍陣地構築のために松原は刈り取られ、沖縄戦で焼失後は、米軍の占領地となり道路建設のためのコーラル採掘場にもなっていた。
1948年4月から12月にかけ、アトリエや住宅、陳列場を兼ねた大型コンセット3棟が完成、最初に屋部憲・名渡山愛順・大城皓也・金城安太郎・具志堅以徳・山元恵一・玉那覇正吉・安谷屋正義の8人とその家族が移住し、戦後の美術活動復興の原点となった。
琉球舞踊家の島袋光裕は、ハンナが沖縄戦の戦場から生き残った芸能関係者を集め、皆を前に「沖縄はすべてがなくなってしまった。残っているのは音楽と芸能だけだ。その素晴らしい文化をどうにかして保存しようじゃないか」と語ったという話を回想している。一年間で軍民合わせて287回の慰問演劇公演をして回り、また人気の演目だけではなく古典舞踊も披露するように求められた。
1946年12月、台湾からの引き上げ戦で沖縄に到着した川平朝清は、東恩納博物館で通訳や翻訳の仕事に従事した。その後、沖縄のアナウンサー第一号となり、琉球放送局AKAR（琉球の声）の開局に尽力した兄の川平朝申とともに戦後の沖縄のラジオとテレビ局の形成に尽力した。

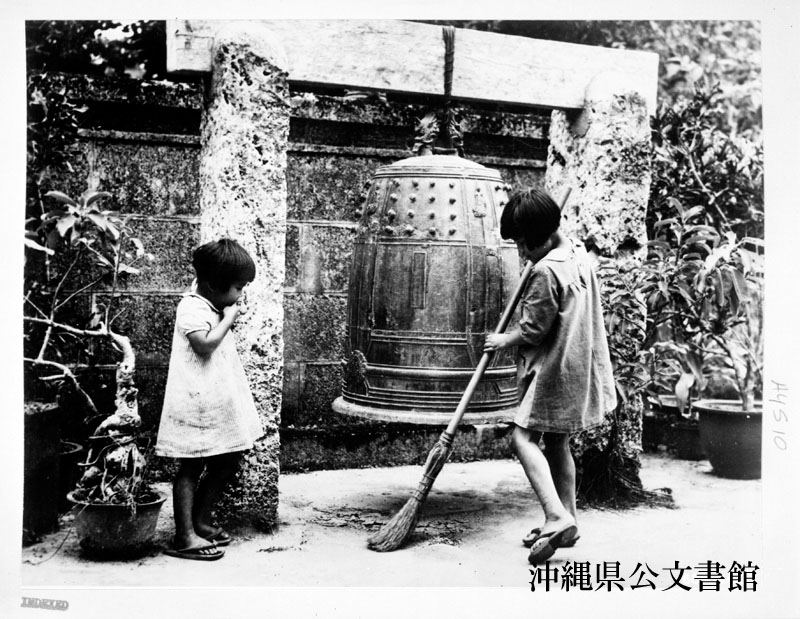
東恩納博物館の中庭に展示された円覚寺の前鐘

### 円覚寺の釣鐘
1950年、首里城の北側にある円覚寺の鐘楼の3つのうちの1つが、戦利品として持ちだされた先のフィリピンから沖縄に返還された。これに尽力したのもハンナ少佐であったが、1496に鋳造され、1697年に再鋳造された梵鐘は、沖縄で最大のものである。実は、海外に流出した梵鐘はそれだけではなく、ハンナ少佐が入院しているあいだ、軍経由でウエストポイントに流出したものも、すぐに追跡調査しなんとか沖縄に送り返させたこともハンナ少佐の手記に記されている。